# Marco Aurelio Fontana
Pour les articles homonymes, voir Fontana.
Marco Aurelio Fontana, né le 12 octobre 1984 à Giussano, est un coureur cycliste italien. Après sa carrière cycliste, il se reconvertit en pilote de moto rallye-raid.

## Biographie
Spécialiste du cyclo-cross, Marco Aurelio Fontana a été champion d'Italie de cette discipline à sept reprises entre 2008 et 2015. Il se consacre également au cross-country depuis 2008. Il a été cinquième du cross-country aux Jeux olympiques de 2008 à Pékin, et champion du monde du relais mixte en 2009, 2012 et 2013.
En février 2015, il termine dixième des mondiaux de cyclo-cross.
Marco Aurelio se reconvertit en pilote de moto rallye-raid sur Honda CFR 450, il remporte le Swank Rallye de Sardaigne 2022 et participe à l'Africa Eco Race en 2024.

## Palmarès en cyclo-cross

### Victoires
- 2004-2005
  - Solbiate Olona/Milan
- 2005-2006
  -  Champion d'Italie de cyclo-cross espoirs
  - Gran Premio San Martino, Verbania
  - Morbegno
  - 2e du championnat d'Italie de cyclo-cross
- 2006-2007
  - Civitavecchia
  - Costamasnaga
  - Morbegno
  - Lurago d'Erba
  - 2e du championnat d'Italie de cyclo-cross
- 2007-2008
  -  Champion d'Italie de cyclo-cross
  - Gran Premio Città di Verbania, Paco Donati
  - San Giustana
  - Soligo/Farra di Soligo
  - Lurago d'Erba
- 2008-2009
  - Trofeo Città di Lucca, Lucques
  - Gran Premio San Martino, Verbania
  - 2e du championnat d'Italie de cyclo-cross
- 2009-2010
  -  Champion d'Italie de cyclo-cross
  - Gran Premio San Martino, Verbania
- 2010-2011
  -  Champion d'Italie de cyclo-cross
  - 7e du championnat du monde de cyclo-cross
- 2011-2012
  -  Champion d'Italie de cyclo-cross
  - Memorial Romano Scotti, Rome
- 2012-2013
  -  Champion d'Italie de cyclo-cross
  - 35° Gran Premio Mamma E Papa Guerciotti AM, Milan
- 2013-2014
  -  Champion d'Italie de cyclo-cross
- 2014-2015
  -  Champion d'Italie de cyclo-cross
  - Giro d'Italia Ciclocross #4, Silvelle
  - Giro d'Italia Ciclocross #5, Rome
- 2016-2017
  - Gran Premio Luzinis, Gorizia
  - 2e du championnat d'Italie de cyclo-cross
- 2017-2018
  - 3e du championnat d'Italie de cyclo-cross

### Classements
| Épreuve / Édition    | 2003/2004 (Espoirs) | 2004/2005 (Espoirs) | 2005/2006 (Espoirs) | 2006/2007 | 2007/2008 | 2008/2009 | 2009/2010 | 2010/2011 | 2011/2012 | 2012/2013 | 2013/2014 | 2014/2015 |
| Championnat du monde |                     |                     | 4e                  | 13e       | 6e        | 11e       |           | 7e        |           | 26e       |           | 10e       |
| Coupe du monde       |                     |                     |                     |           | 21e       |           |           |           |           | 35e       |           |           |
| Championnat d'Italie | 3e                  | 2e                  | 1er                 | 2e        | 1er       | 2e        | 1er       | 1er       | 1er       | 1er       | 1er       | 1er       |

## Palmarès en VTT

### Jeux olympiques
- Pékin 2008
  - 5e du cross country
- Londres 2012
  -  Médaille de bronze du cross country

### Championnats du monde
- Val di Sole 2008
  -  Médaillé de bronze du relais mixte
- Canberra 2009
  -  Champion du monde du relais mixte (avec Gerhard Kerschbaumer, Eva Lechner, Cristian Cominelli)
- Champéry 2011
  -  Médaillé de bronze du relais mixte
- Saalfelden-Leogang 2012
  -  Champion du monde du relais mixte (avec Beltain Schmid, Eva Lechner, Luca Braidot)
- Pietermaritzburg 2013
  -  Champion du monde du relais mixte (avec Gioele Bertolini, Eva Lechner et Gerhard Kerschbaumer)
- Lillehammer-Hafjell 2014
  -  Médaillé de bronze du cross-country
- Vallnord 2015
  -  Médaillé de bronze du relais mixte

### Coupe du monde
- Coupe du monde de cross-country
  - 40e en 2006
  - 15e en 2009
  - 16e en 2010
  - 8e en 2011
  - 4e en 2012
  - 7e en 2013
  - 15e en 2014
  - 18e en 2015
  - 11e en 2016
  - 22e en 2018

- Coupe du monde de cross-country à assistance électrique
  - 26e en 2021

### Championnats d'Europe
- Saint-Wendel 2008
  -  Médaillé d'argent du relais mixte
- Haïfa 2010
  -  Médaillé d'argent du relais mixte
  -  Médaillé de bronze du cross-country
- Dohnany 2011
  -  Médaillé de bronze du relais mixte
- Berne 2013
  -  Champion d'Europe du relais mixte (avec Eva Lechner, Gioele Bertolini et Gerhard Kerschbaumer)
  -  Médaillé de bronze du cross-country
- Saint-Wendel 2014
  -  Médaillé de bronze du relais mixte

### Championnats d'Italie
- 2002
  -  Champion d'Italie de cross-country juniors
- 2006
  -  Champion d'Italie de cross-country espoirs
- 2009
  -  Champion d'Italie de cross-country
- 2010
  -  Champion d'Italie de cross-country
- 2011
  -  Champion d'Italie de cross-country
- 2012
  -  Champion d'Italie de cross-country